# Wesendonck-Lieder

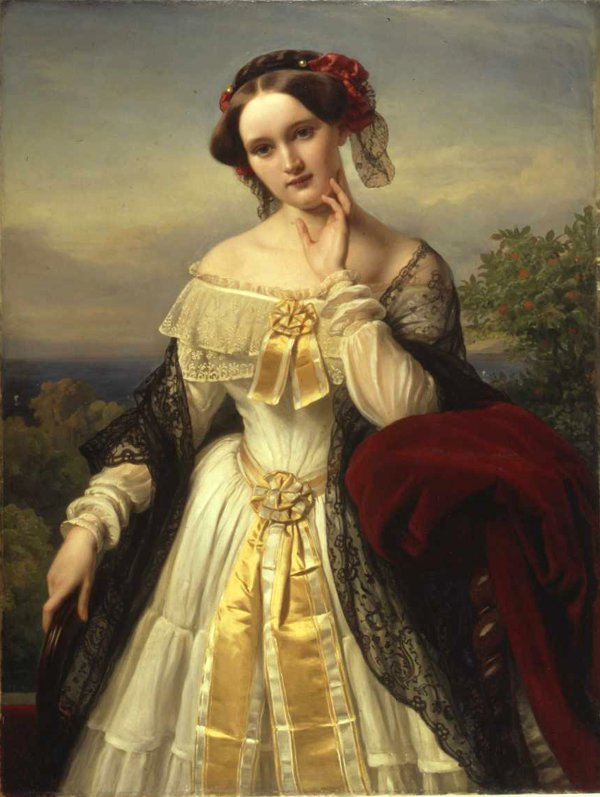
Ritratto di Mathilde Wesendonck di Ferdinand Sohn, 1850

I Wesendonck-Lieder sono un ciclo di cinque Lieder composti da Richard Wagner negli anni 1857-1858 su altrettante poesie di Mathilde Wesendonck (da cui il nome). Accanto all'Idillio di Sigfrido, un  poema sinfonico, è l'unico lavoro non operistico wagneriano ad essere tuttora regolarmente eseguito in pubblico.
Wagner conobbe Mathilde e suo marito Otto dopo la sua fuga da Dresda a seguito dei moti del maggio 1849, cui aveva partecipato, nel suo esilio in Svizzera, a Zurigo. Otto, agiato uomo d'affari, sostenne economicamente il compositore e permise a Wagner e a sua moglie Minna di alloggiare in un cottage nei pressi della sua villa. Sui rapporti fra Wagner e Mathilde si è molto speculato e, se è impossibile stabilire con sicurezza se i due ebbero una relazione, certamente la donna, colta e sensibile, assunse per il compositore il ruolo di feconda musa ispiratrice: in quel periodo Wagner era intento al primo atto de La Valchiria e concepiva l'idea di un'opera ispirata alla leggenda medievale di Tristano e Isotta.
Mathilde Wesendonck era inoltre una poetessa dilettante: le cinque poesie poi musicate da Wagner sono Der Engel (L'angelo), Stehe still! (Rimani in silenzio!), Im Treibhaus (Nella serra), Schmerzen (Dolori), Träume (Sogni). Ispirate ai versi del poeta Wilhelm Müller, che furono musicati da Franz Schubert negli anni Venti dell'Ottocento, in confronto ad essi sono scritte in uno stile più patetico e intenso, tipico del tardo Romanticismo.
Wagner stesso definì due dei Lieder, Im Treibhaus e Träume, "studi" per Tristano e Isotta, e vi usò per la prima volta idee musicali che sarebbero state poi sviluppate nell'opera. In particolare, in Träume si può sentire il primo nucleo del duetto d'amore dell'Atto II, mentre Im Treibhaus (l'ultimo in ordine di tempo ad essere composto) usa temi poi sviluppati nel preludio dell'Atto III. Lo stile cromatico-armonico del Tristano pervade l'intero ciclo.
Inizialmente, i cinque Lieder furono composti per voce femminile con l'accompagnamento del solo pianoforte (Fünf Gedichte für Frauenstimme und Klavier era infatti il titolo originale), ma Wagner scrisse una versione orchestrata di Träume, eseguita da un'orchestra da camera il 23 dicembre 1857, sotto la finestra di Mathilde, come regalo per il suo compleanno. L'intero ciclo venne eseguito per la prima volta a Magonza il 30 luglio 1862 con Hans von Bülow al pianoforte. 
L'orchestrazione dei restanti quattro brani fu opera del direttore d'orchestra wagneriano Felix Mottl. Una nuova orchestrazione fu interamente rifatta nel 1972 dal compositore italiano Vieri Tosatti.

## I Lieder
- Der Engel (novembre 1857)
- Stehe still! (febbraio 1858)
- Im Treibhaus - Studie zu Tristan und Isolde (maggio 1858)
- Schmerzen (dicembre 1857)
- Träume - Studie zu Tristan und Isolde (dicembre 1857)